# Mali Olikial
Mali Olikial (en rus: Малый Олыкъял) és un poble de la República de Marí El, a Rússia, que en el cens del 2010 tenia 9 habitants. Pertany al districte rural de Voljsk.